# (1724) Vladimir
(1724) Vladimir – planetoida z grupy pasa głównego asteroid okrążająca Słońce w ciągu 4 lat i 171 dni w średniej odległości 2,71 au. Została odkryta 28 lutego 1932 w Observatoire Royal de Belgique w Uccle przez Eugène’a Delporte. Nazwa planetoidy pochodzi od imienia wnuka Milorada Proticia, który zidentyfikował ten obiekt w 1952. Przed nadaniem nazwy planetoida nosiła oznaczenie tymczasowe (1724) 1932 DC.